# Iglesia de San Juan Bautista (Fuentes de Cuéllar)

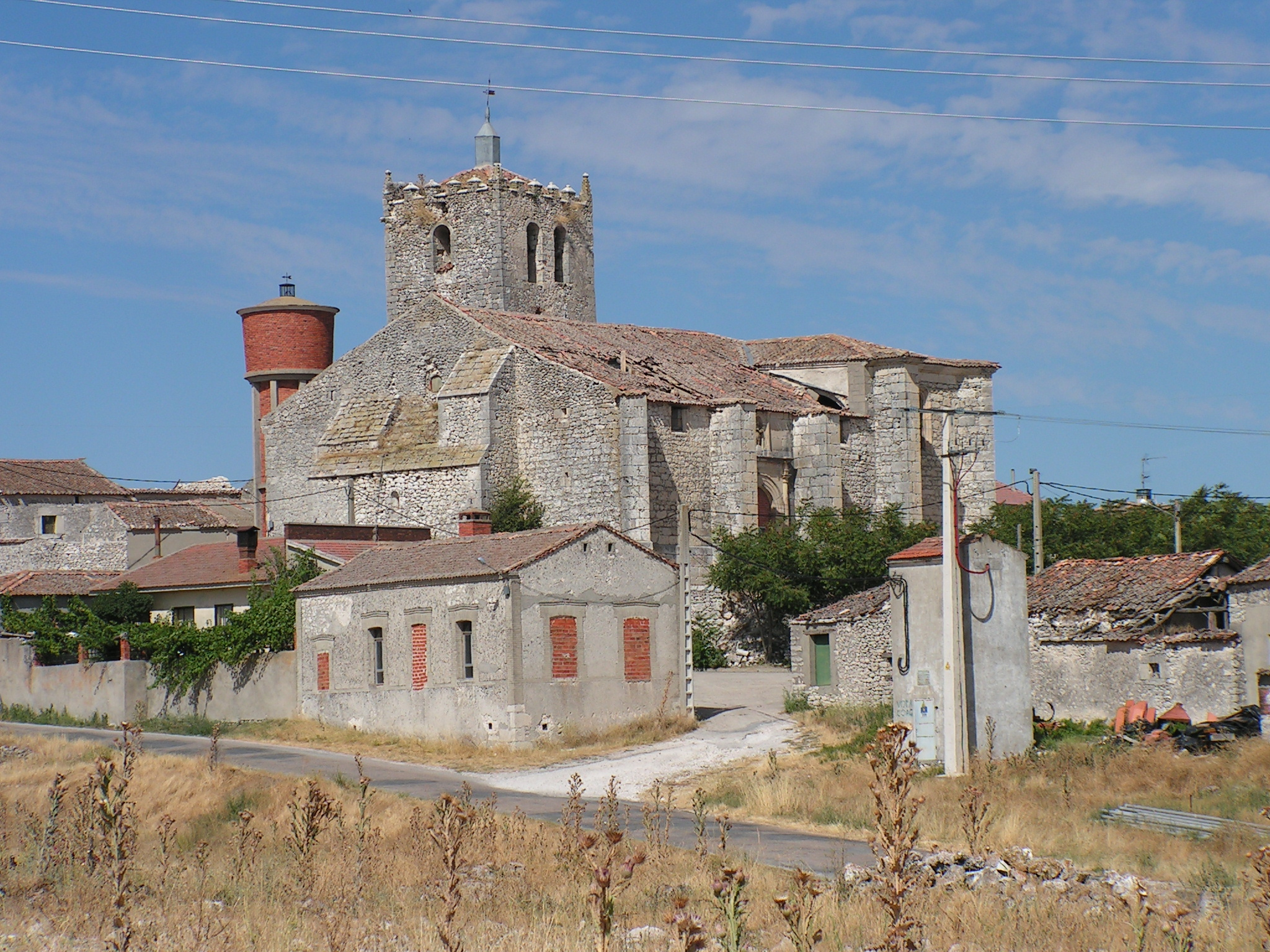
Iglesia de san Juan Bautista, Fuentes de Cuéllar. En primer plano, las antiguas escuelas, hoy usadas como templo, dado el estado de la iglesia.

La iglesia de san Juan Bautista en la localidad de Fuentes de Cuéllar (municipio de Cuéllar), (provincia de Segovia, Castilla y León, España) es un templo católico cuya construcción se inició en la Alta Edad Media, en estilo románico.
Levantada hacia el segundo cuarto del siglo XIII, se trató inicialmente de un sencillo templo románico de una sola nave y ábside, con una potente torre adosada al norte. También debe pertenecer a la primera etapa la capilla bautismal, a los pies del templo. En el siglo XVI se llevó a cabo una completa remodelación estructural, incluyéndole una nueva nave al sur, y se sustituyó la cubierta de madera por una bóveda de crucería en piedra.
Destaca en el conjunto su imponente torre acastillada, coronada por unos pináculos góticos de bolas en las esquinas, y gárgolas barrocas. En su exterior son muy visibles las intervenciones que modificaron el templo en la segunda etapa constructiva, y es de señalar su portada renacentista.
Estas características la convierten en un edificio importante dentro de la comarca de la Tierra de Pinares, habiendo optado a ser declarada Bien de Interés Cultural (BIC), y no consiguiéndolo, en 2008 fue incluida en el programa Arquimilenio, dependiente de la Consejería de Fomento de la Junta de Castilla y León, para llevar a cabo su restauración con un presupuesto de 600 000 €. Por no haberse ejecutado la restauración, su deterioro fue en aumento, y en el año 2012 se desplomó la cubierta, dejando el templo a la intemperie. Debido a su estado, en el año 2019 fue incluida en la lista roja de patrimonio en peligro, de Hispania Nostra. Dos años más tarde, la Junta de Castilla y León se comprometió a incluir en los presupuestos de 2022 la restauración del edificio.
Aunque cerrada al culto por su mal estado desde 1997, y sin techumbre que proteja su interior, fue víctima del robo de uno de sus retablos.

## Galería de imágenes

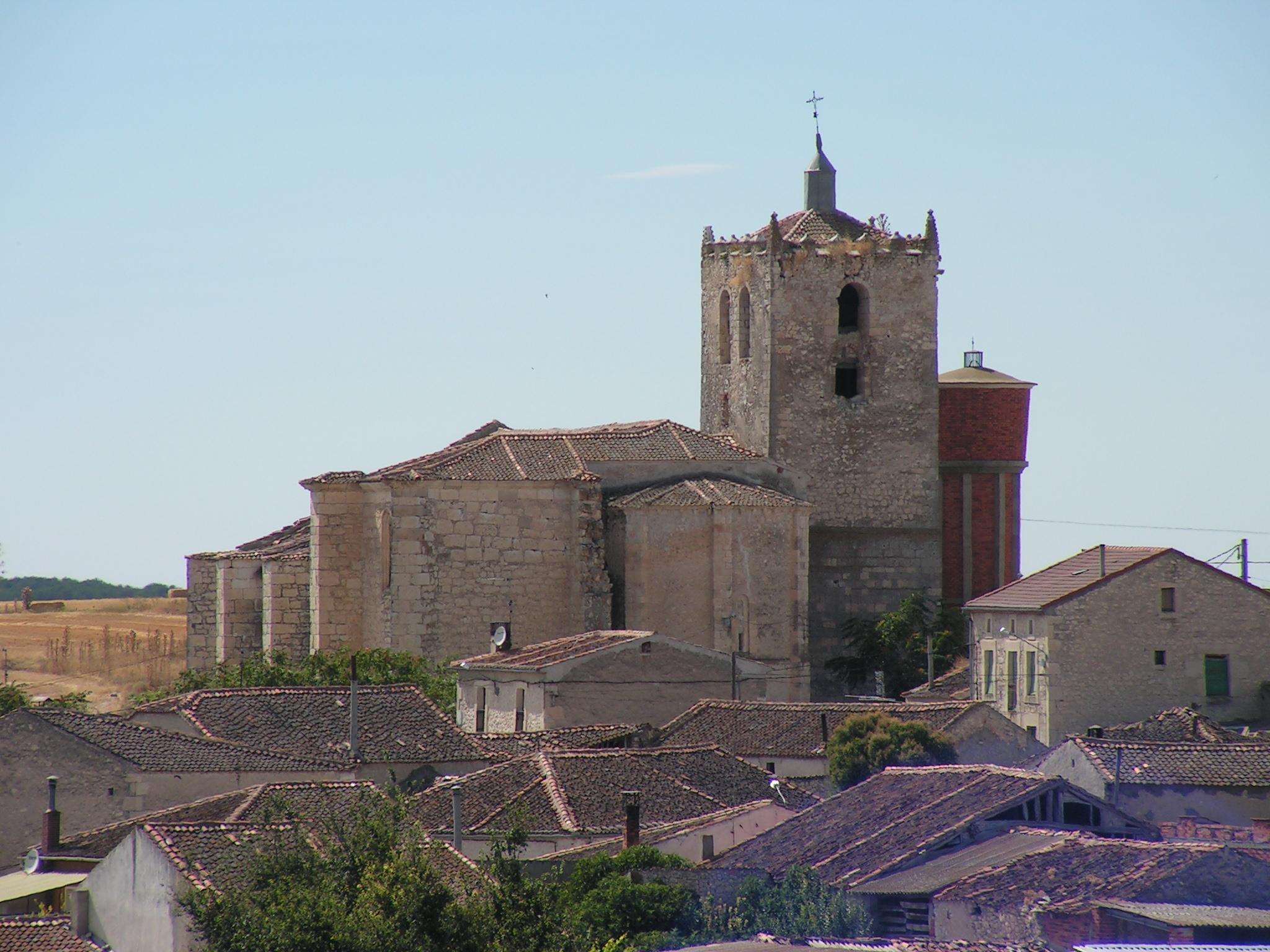
Iglesia de San Juan Bautista desde otra vista.
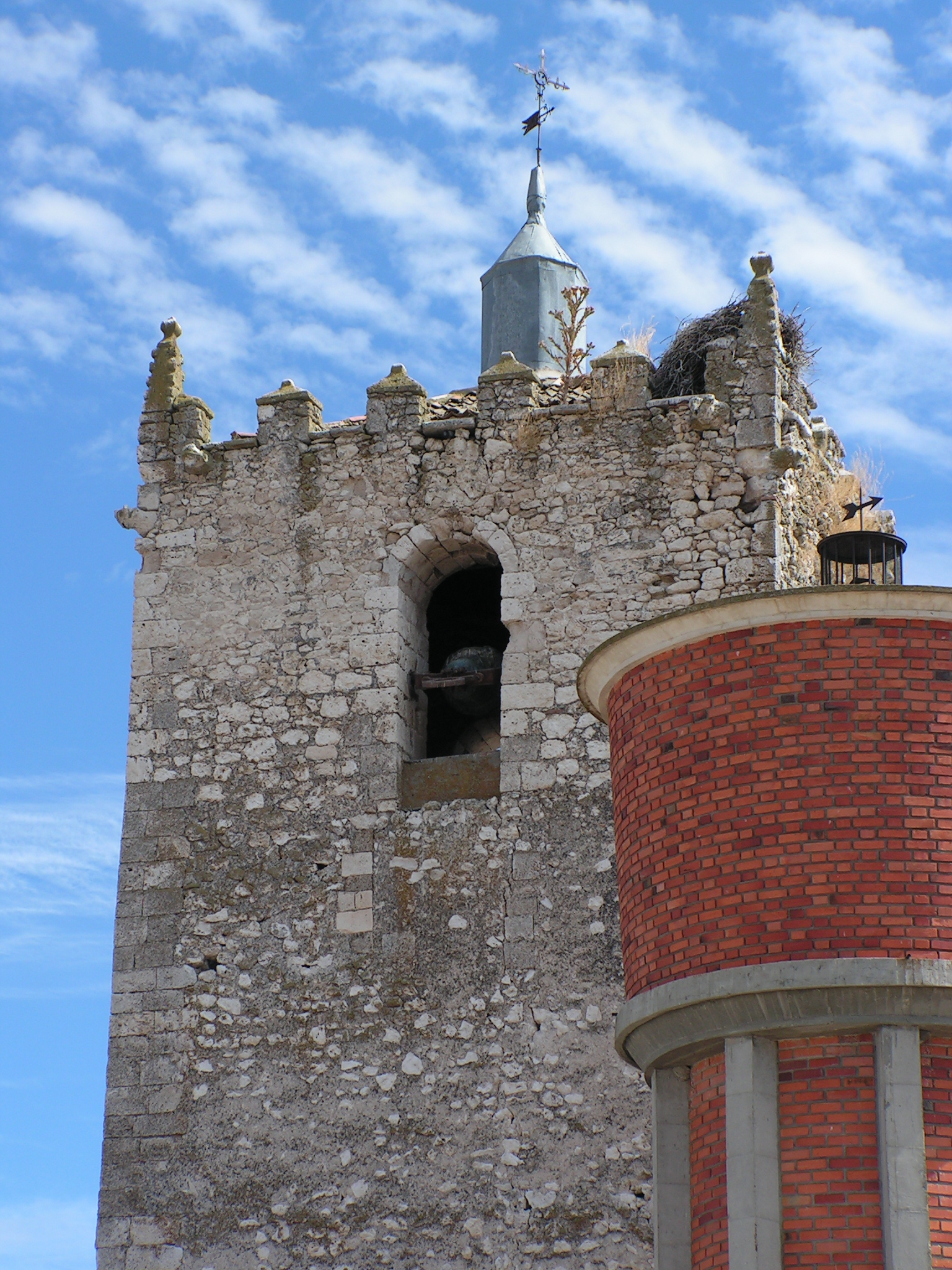
Detalle de la Torre.